# Żaba kaukaska
Żaba kaukaska (Rana macrocnemis) – gatunek płaza bezogonowego z rodziny żabowatych (Ranidae). Występuje na Kaukazie, w Azji Mniejszej do północnego Iranu. Dorasta do 5–8 cm długości i spotykany jest na obszarach wilgotnych, w tym w lasach liściastych. Gatunek najmniejszej troski (LC) w związku z m.in. rozległym zasięgiem występowania i zdolnością do zasiedlania wielu typów siedlisk.

## Wygląd
Płaz ten dorasta do 5–8 cm długości. Występują zęby lemieszowe oraz błona pławna. Pysk zaokrąglony lub lekko ostry. U samców obecne są wewnętrzne rezonatory oraz modzele godowe. Skóra na boku ciała i udach gładka. Grzbiet ma kolor oliwkowy, szary, ciemnofioletowy, pomarańczoworóżowawy, czerwonawy lub brązowy, pokryty jest również ciemnymi kropkami. Brzuch zazwyczaj różowawy lub pomarańczowoczerwony, czasami białawy lub żółtawy. Gardło białe lub szarawe, występują również czasami kropki.

## Zasięg występowania i siedlisko
Występuje na Kaukazie i w Azji Mniejszej do północnego Iranu. Północną granicę zasięgu wyznaczają północno-wschodnie wybrzeże Morza Czarnego w Rosji, Kraj Krasnodarski, Kraj Stawropolski, Osetia Północna oraz północny Dagestan. Na południu zasięg dochodzi do południowej Turcji, północnego Iraku i północnego Iranu; być może także do gór Kopet-dag w południowym Turkmenistanie, choć stwierdzenia z tego kraju nie zostały potwierdzone dalszymi badaniami i mogą dotyczyć populacji wymarłych lub błędnie oznaczonych osobników muzealnych. Gatunek ten występuje na wysokościach do 3000 m n.p.m.
R. macrocnemis zasiedla głównie wilgotne obszary, w tym lasy liściaste, iglaste i mieszane, bagna, stepy czy hale. Spotykany również w suchych obszarach położonych blisko jezior, rzek i strumieni. Jeden z najliczniejszych płazów Kaukazu – jego zagęszczenie może dochodzić do kilku tysięcy osobników na hektar.

## Rozmnażanie i rozwój
Gatunek ten hibernuje w wodzie lub na lądzie od końca września lub początku października do lutego–maja w zależności od wysokości bezwzględnej. Do rozrodu dochodzi od lutego do końca sierpnia (zazwyczaj od kwietnia do maja), w zależności od pogody i wysokości bezwzględnej. Występuje ampleksus pachowy. Samica składa 580–3500 jaj, a do przeobrażenia dochodzi od końca maja do początku października (zazwyczaj następuje to w czerwcu–lipcu). Na większych wysokościach bezwzględnych kijanki niekiedy hibernują w zimnych głębokich zbiornikach wodnych i do przeobrażenia dochodzi u nich później. Dojrzałość płciowa osiągana jest w 2–3 roku życia, a długość życia wynosi 5–12 lat.

## Status
Międzynarodowa Unia Ochrony Przyrody (IUCN) klasyfikuje żabę kaukaską jako gatunek najmniejszej troski (LC) w związku z szerokim zasięgiem występowania, tolerancją różnych rodzajów siedlisk, dużymi rozmiarami populacji oraz małą szansą, że rozmiary populacji spadają wystarczająco szybko, żeby zakwalifikować ten gatunek do bardziej zagrożonej kategorii w czerwonej księdze gatunków zagrożonych. Jednakowoż na niektórych obszarach Kaukazu niektóre populacje odnotowują znaczący spadek liczebności, co spowodowane jest deforestacją oraz niszczeniem i zanieczyszczaniem siedlisk przez bydło. W Turcji gatunkowi zagraża wypas zwierząt gospodarskich i rozwój turystyki. Długotrwałe susze mogą stanowić zagrożenie dla populacji występujących na bardziej suchych obszarach.